# Tereza Pecková
Tereza Pecková (10 de julho de 1987) é uma basquetebolista profissional checa.

## Carreira
Tereza Pecková integrou a Seleção Checa de Basquetebol Feminino, em Londres 2012, que terminou na sétima colocação.